# Karoline Ernst
Karoline Ernst, geborene Johanna Carolina Ernestine Auguste Köthe (* 14. Februar 1821 in Eisenach; † 7. April 1897 in Aachen) war eine deutsche Theaterschauspielerin und -regisseurin.

## Leben
Ernst begann ihre Karriere am Hoftheater Weimar, wo sie als „Louise“, „Clärchen“ und „Gretchen“ und in anderen Rollen des jugendlich-tragischen Liebhaberfachs erfolgreich wirkte. Ihre geistige Begabung und Persönlichkeit wiesen sie jedoch noch in sehr jugendlichem Alter auf das Fach der Heldenmütter, Anstands- und Salondamen hin. Es waren hauptsächlich die tragischen Frauengestalten „Eboli“, „Milford“, „Adelheid“, „Orsina“, „Porzia“ etc., die zu ihren hervorragenden Leistungen zählten.
Nach der Heirat 1847 mit ihrem Kollegen Moritz Ernst beteiligte sie sich auch an der Regie und später an der Theaterleitung. Sie war zudem viele Jahre Professorin am Kölner Konservatorium.